# Monastero di Strahov
Il monastero di Strahov (in ceco Strahovský klášter), nome completo Real Canonia Premostratense presso Strahov (in ceco Královská kanonie premonstrátů na Strahově) è un complesso religioso della città di Praga, nel quartiere di Strahov, in posizione collinare tra Hradčany e Petřín.

## Storia
Il monastero fu fondato all'inizio del XII secolo dal re di Boemia Vladislao II, che lo dedicò all'Assunzione della Beata Vergine Maria e lo affidò all'ordine religioso dei Premostratensi. All'interno dell'abbazia si conservano le spoglie mortali del fondatore dell'ordine, san Norberto di Prémontré.
L'abbazia, che in origine era costruita in stile gotico e rinascimentale, è stata ricostruita tra il 1743 e il 1752 in stile barocco su progetto dell'architetto Anselmo Martino Lurago e l'interno è stato estensivamente decorato alla metà del XVIII secolo.
All'interno del monastero sono ospitati la Biblioteca Strahov, in cui sono conservati molti manoscritti medioevali, carte e grafici, una pinacoteca, che espone dipinti medioevali, e, dal 1953, il museo della letteratura ceca.

## La chiesa abbaziale

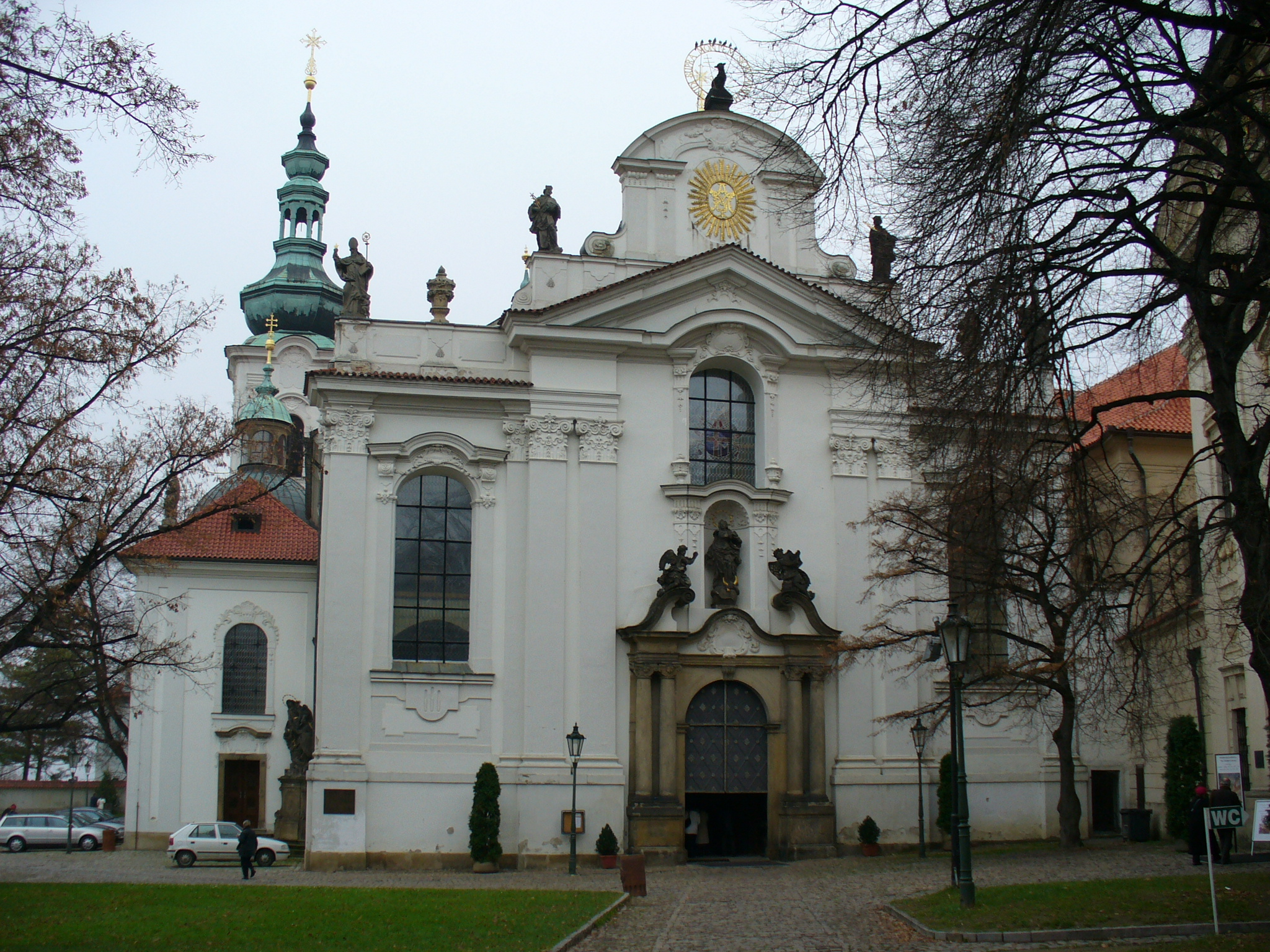
La facciata della chiesa (basilica) abbaziale

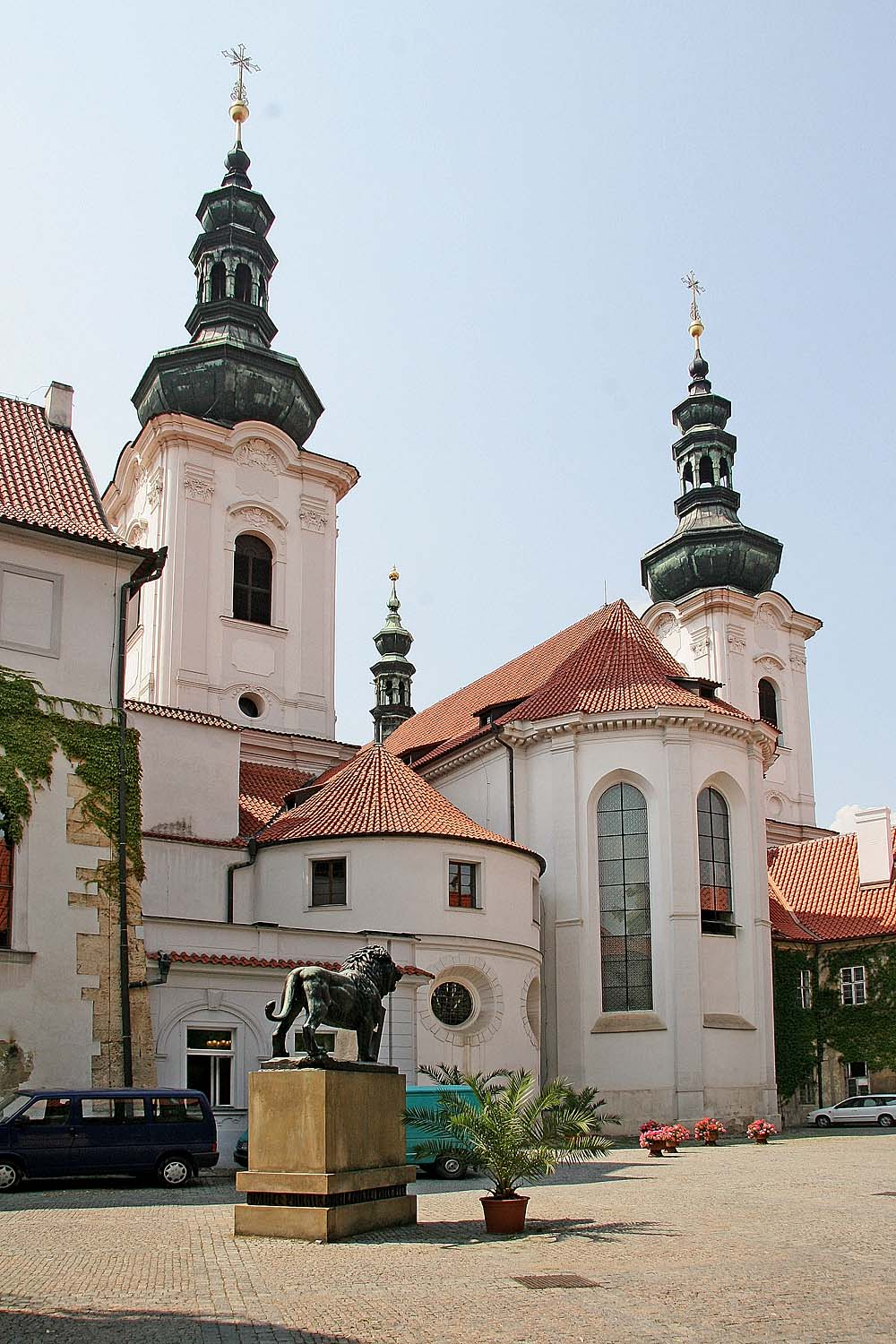
L'abside della chiesa abbaziale

La chiesa abbaziale è dedicata all'Assunzione di Maria.

### Storia
Era originariamente una basilica romanica a tre navate e transetto, con tetto piano. Dopo l'incendio del 1258, fu rimaneggiata in stile gotico e dotata di volta, con l'aggiunta di una cappella dedicata a sant'Orsola. Subì il saccheggio da parte degli hussiti e successivamente conobbe un lungo periodo di declino. Riprese prosperità con l'abate Jan Lohelius, che durante il suo abbaziato (1586-1612) la ristrutturò trasformandone lo stile in tardo-gotico e rinascimentale. Jan Lohelius lasciò l'abbazia per divenire arcivescovo di Praga e il suo successore, Kašpar de Questenberg, la fece allungare di 7 metri e ne edificò una nuova facciata, della quale rimane il portale. La chiesa subì poi una trasformazione in stile barocco ad opera dell'architetto Jean Baptiste Mathey. Nel 1742, nel corso della guerra di successione austriaca, la chiesa fu colpita dai bombardamenti delle truppe franco-bavaresi, che ne danneggiarono il campanile, la cappella di Sant'Orsola, la volta e la facciata.

### Descrizione

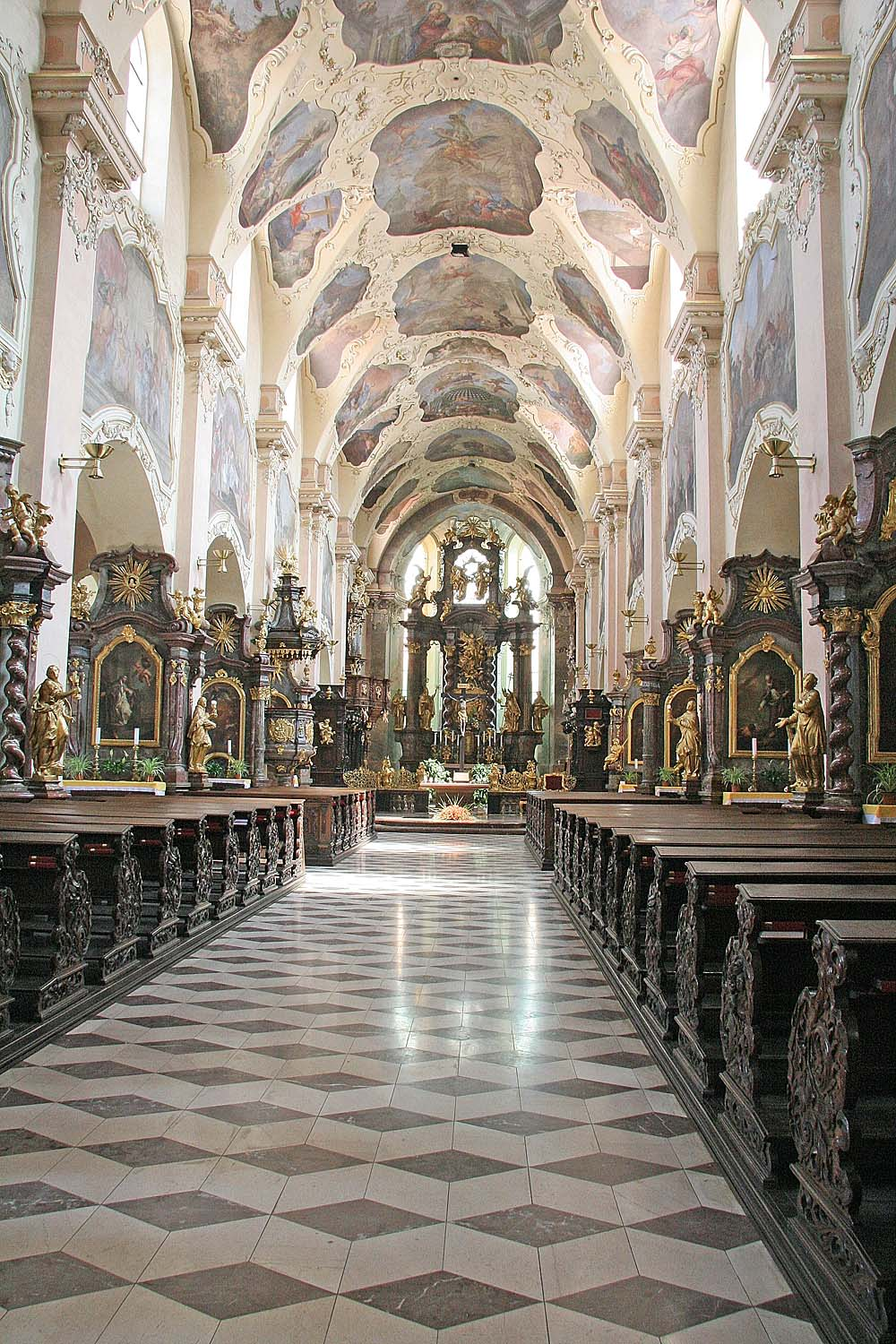
Interno della Basilica dell'Assunzione di Maria a Strahov

La chiesa ha una navata centrale e due laterali. La navata centrale è lunga 63 metri, larga 10 e alta 16. Essa contiene quattordici altari laterali, di cui dieci collocati a ridosso dei pilastri che separano la navata centrale da quelle laterali, e l'altar maggiore. Quest'ultimo, in marmo, risale al 1768 ed è opera di Josef Lauermann, che ha anche realizzato la decina di altari a ridosso dei pilastri. L'altar maggiore è decorato in centro da una scultura in legno dorato rappresentante l'Assunzione di Maria.
Il coro è circondato da stalli riccamente scolpiti che datano dall'abbaziato di Questenberg. Esso è separato dalla navata centrale da una balaustra in marmo ornato da una griglia forgiata e dorata, con statue in legno di Ignác František Platzer, risalenti al 1747.
Nelle navate laterali si trovano dei confessionali risalenti al 1768, opere di Šimon Truska, confratello laico a Strahov e una Via crucis composta di tavole colorate stile Art Nouveau del 1910. I banchi della navata centrale e di quella settentrionale sono stati scolpiti nel 1706 da un altro confratello laico a Strahov, Melichar Elglass.
La navata meridionale inizia con la cappella della Vergine di Passau. La vetrina dell'altare di questa cappella contiene le reliquie di san Deodato mentre la tavola contiene quelle di san Vittorio, entrambi martiri degli inizi del cristianesimo. Sotto la cappella vi è la tomba del generale Gottfried Heinrich, conte di Pappenheim, morto nel 1632 nella Battaglia di Lützen; un epitaffio del 1861 sul muro della cappella ne celebra la bravura.
La volta, decorata nel 1744 da Jiři Vilém Neunhertz, in 40 composizioni, otto piccole e trentadue grandi, rappresentanti scene dalle litanie lauretane e antifone per la festa dell'Immacolata Concezione, tradizionalmente venerata dai premostratensi.

## La biblioteca

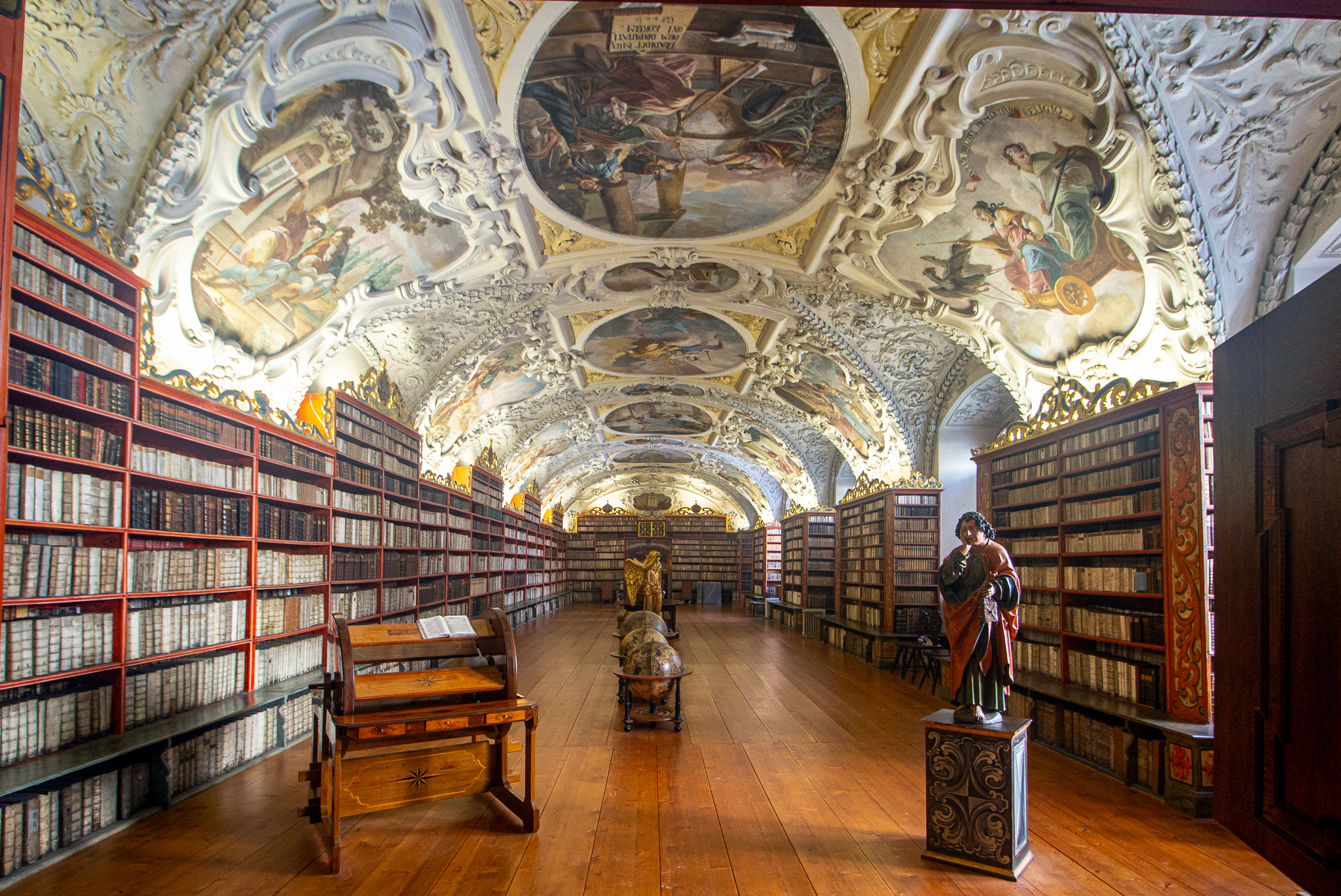
Biblioteca di Strahov: la sala teologica

La Biblioteca di Strahov contiene, oltre alla raccolta di libri, esemplari unici, stampe, manoscritti, incisioni e carte geografiche. Tra i più preziosi esemplari emerge l'Evangeliario di Strahov, un manoscritto risalente al IX o X secolo.
La "Sala teologica" contiene l'intera biblioteca conventuale e ospita dal 1790 solo opere di teologia. Essa fu realizzata tra il 1671 e il 1679 secondo il progetto di Giovanni Domenico Orsi de Orsini e ampliata nel 1721. Gli affreschi furono realizzati tra il 1723 e il 1727 da Franz Siard Nosecký.

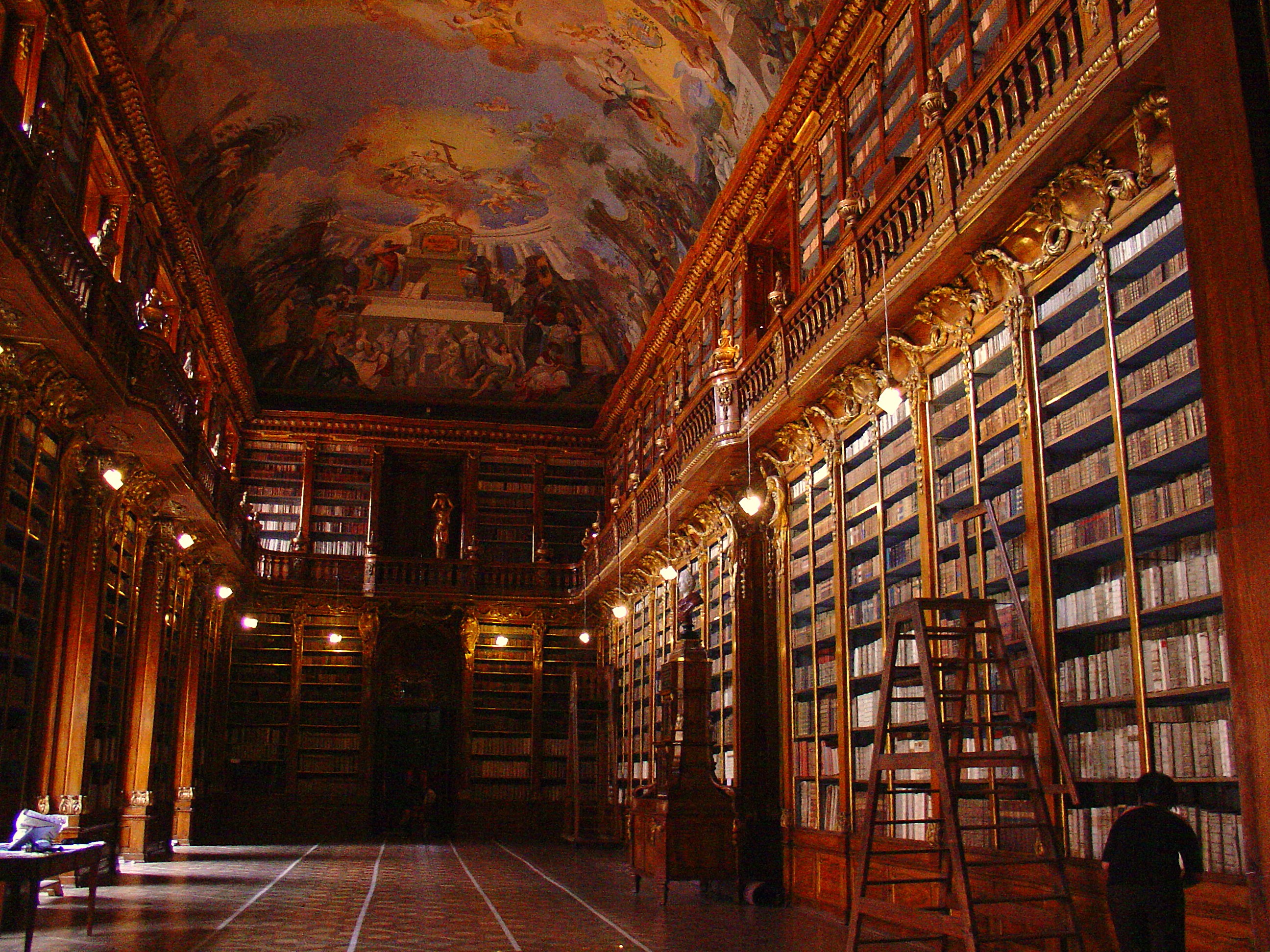
Biblioteca di Strahov: la sala filosofica

La "Sala filosofica" fu realizzata tra il 1783 e il 1790 come scorta del secolarizzato Monastero di Louka presso Znaim, secondo il progetto di Ignaz Johann Palliardi.
Gli affreschi del soffitto furono realizzati nel 1794 da Franz Anton Maulpertsch, i decori della facciata da Ignác Michal Platzer (figlio di Ignác František Platzer).